# Edgeøya
Edgeøya è un'isola disabitata facente parte dell'arcipelago delle isole Svalbard, in Norvegia.
L'isola ha una superficie di 5.073 km² ed è la terza per grandezza dell'arcipelago, il suo territorio è compreso nella Riserva naturale di Søraust-Svalbard.
L'isola, grazie allo sviluppo del turismo nelle Svalbard, è visitabile grazie alla crociera della circumnavigazione di Spitsbergen. Il nome deriva da quello di Thomas Edge, mercante e cacciatore di balene britannico del XVII secolo.